# Elodia
Elodia — шестой студийный альбом группы Lacrimosa, выпущенный в 1999 году. В записи альбома принимал участие Лондонский симфонический оркестр. Elodia — концептуальный альбом, рок-опера, состоящая из трёх актов. Лирика альбома повествует о расставании двух влюблённых, голоса которых принадлежат Тило Вольфу и Анне Нурми. Тексты песен написаны на немецком языке, за исключением песни «The Turning Point», слова к которой написаны на финском и английском (автор текста — Анне Нурми; автор текстов остальных песен — Тило Вольфф). Элодия — полубогиня любви, обречённая на расставание.

## История
Альбом Elodia основан на мотивах греческой мифологии, к которой группа обращается с 1995 года.

Тило Вольфф: 
У Elodia два значения. Во-первых, это имя из греческой мифологии. Элодия была полубогиней, богиней любви и смерти одновременно, богиней любви, обречённой на неудачу. Для нас этот образ имеет несколько значений. У Lacrimosa есть образ Арлекина, а с альбома Inferno появился женский образ с ангельскими крыльями. Для нас это всегда было воплощением Элодии. В клипе на песню «Schakal» («Шакал»), где Анне играет роль Элодии, в титрах указано: Elodia — Anne Nurmi. Элодия стала неотъемлемой частью образа Lacrimosa, как и клоун. Поэтому мы решили: во-первых, эта богиня идеально подходит к истории нового альбома, а во-вторых, она уже принадлежит группе и может стать покровительницей хотя бы одного альбома Lacrimosa
Над альбомом четырнадцать месяцев работали 187 музыкантов, включая Лондонский симфонический оркестр (London Symphony Orchestra), ансамбль Розенберга (The Rosenberg Ensemble) и музыкантов Гамбургской оперы (Hamburg State Opera). Продюсер — Тило Вольфф.

### Запись альбома
Тило Вольфф о работе с Лондонским симфоническим оркестром: 
Все это выглядело как одна мечта, которую я лелеял все время. Когда мы вскоре после изготовления Stille (Тишина) прослушали альбом ещё раз, то решили, что в следующий раз привлечем ещё больший оркестр, например. Лондонский симфонический... Это просто в качестве шутки! Но идея зародилась у нас уже тогда. И какой бы сумасшедшей эта идея не казалась, мы подумали: это было бы то, что нужно. Кроме того, наша музыка за этот период так усовершенствовалась, что мы могли уже показать её такому большому оркестру, не боясь того, что будем недооцененными. И затем мы отправили по почте в Лондон Stille вместе с партитурой для нового альбома и запросили, нет ли у них интереса в сотрудничестве с нами. Через некоторое время пришло письмо о том, что они были бы рады этому. И когда мы появились там для записи, выяснилось, что некоторые музыканты оркестра сами слушают LACRIMOSA и очень обрадовались возможности сотрудничать. И мы необычайно радовались тому, что сможем работать с ними. Проблема была только в том, что они сильно загружены. Лучший в мире оркестр может быть занят тем или другим заказом. Нам очень сильно повезло, что не поступило какого-нибудь заказа типа Soundtrack к «Титанику II», и что оркестр вообще оказался в нашем распоряжении. Следующим пунктом было то, что мы сказали, если уж мы летим в Лондон, чтобы записывать новый альбом, было бы довольно круто, если бы мы это сделали в студии Abbey Road. Мы позвонили туда, назначили сроки. Нам нужна была «студия 1» в Abbey Road из-за оркестра, который действительно самый большой, а «студия 1» самое лучшее в мире помещение для записи. И, логичным образом, она была также соответственно сильно загружена. Координация того, чтобы студия, оркестр и, конечно же, мы нашли общее время в один и тот же день, была следующей нашей проблемой. И надо было ещё успеть всё сделать за этот срок. Конечно мы должны были для этого заранее подготовить запись различных вещей, прежде чем мы поехали туда. Партия ударных, например, должна была быть уже полностью готова. Все должно было быть так организовано, чтобы записи, которые нам нужны были для оркестра, должны были быть уже записанными в готовом виде на ленту. После этого мы должны были ещё снова сделать записи, потому что были некоторые ритмические части, которые мы не могли ещё записать, так как оркестр не мог, на все сто процентов, уложиться по времени, как это можем сделать мы, как музыканты. Хотя они все и профессионалы, но здесь идет речь о нюансах. Просто есть определенные ритмические тонкости, после которых мы должны ещё раз вступить с гитарами, чтобы сыграть это в точном соответствии с оркестром, так чтобы не возникало трудностей со временем или каких-то других проблем. Это была одна из лучших записей, если не самая лучшая студийная сессия, которую я когда-либо проводил. Это было невероятно.
Партитуры для оркестра написал Тило Вольфф и Готтфрид Кох.

## Список композиций
| №  | Название                                     | Название на русском | Длительность |
| -- | -------------------------------------------- | ------------------- | ------------ |
| 1. | «Am Ende der Stille»                         | В конце тишины      | 8:05         |
| 2. | «Alleine zu zweit»                           | Одиночество вдвоём  | 4:15         |
| 3. | «Halt mich»                                  | Удержи меня         | 3:56         |
| 4. | «The Turning Point» (музыка: Вольфф и Нурми) | Переломный момент   | 4:58         |

| №  | Название                        | Название на русском           | Длительность |
| -- | ------------------------------- | ----------------------------- | ------------ |
| 1. | «Ich verlasse heut' dein Herz»  | Сегодня я покидаю твое сердце | 8:29         |
| 2. | «Dich zu töten fiel mir schwer» | Мне было трудно убить тебя    | 7:56         |

| №                   | Название                  | Название на русском   | Длительность |
| ------------------- | ------------------------- | --------------------- | ------------ |
| 1.                  | «Sanctus»                 | Святой                | 14:09        |
| 2.                  | «Am Ende stehen wir zwei» | В конце, где нас двое | 5:45         |
| Общая длительность: | Общая длительность:       | Общая длительность:   | 57:33        |

В японскую версию альбома также вошли треки «Und du fällst» и «Meine Welt».

## Участники записи
| Lacrimosa - Тило Вольфф — вокал, клавишные, аранжировки, автор, продюсер - Анне Нурми — клавишные, вокал, аранжировки, автор - ЭйСи — ударные - Джэй Пи. — гитара, бас-гитара - Саша Гербиг — ритм-гитара - Готтфрид Кох — акустическая гитара - Rosenberg Ensemble — хор - Hamburg State Opera — хор Лондонский симфонический оркестр - Дэвид Снелл — дирижёр - Гордон Николич — концертмейстер Филармония Spielmann-Schnyder - Кристофер Клейтон — дирижёр | Вестсаксонский симфонический оркестр В составе: - Рубен Газарян — дирижёр - Томас Роде — гобой - Томас Грамацки — кларнет, флейта - Герлинде Мейер-Бальбург, Габрила Хампе — скрипка - Ансгар Нимайер, Хартвиг Беландо — альт - Фелицитас Райске, Анья-Христине Хитцер — виолончель - Ангела Трюг — контрабас - Сюзана Брадарик — «Поющая пила» в «Am Ende stehen wir zwei» - Рафела Майхаус, Беттина Хунольд, Готфрид Кох, Кристоф Лайс-Бендорф, Rosenberg Ensemble — хор |

## Позиции в чартах
| Чарт                          | Позиция |
| ----------------------------- | ------- |
| Германия (Offizielle Top 100) | 12      |